# 1920 ve fotografii
Tento článek obsahuje významné fotografické události v roce 1920.

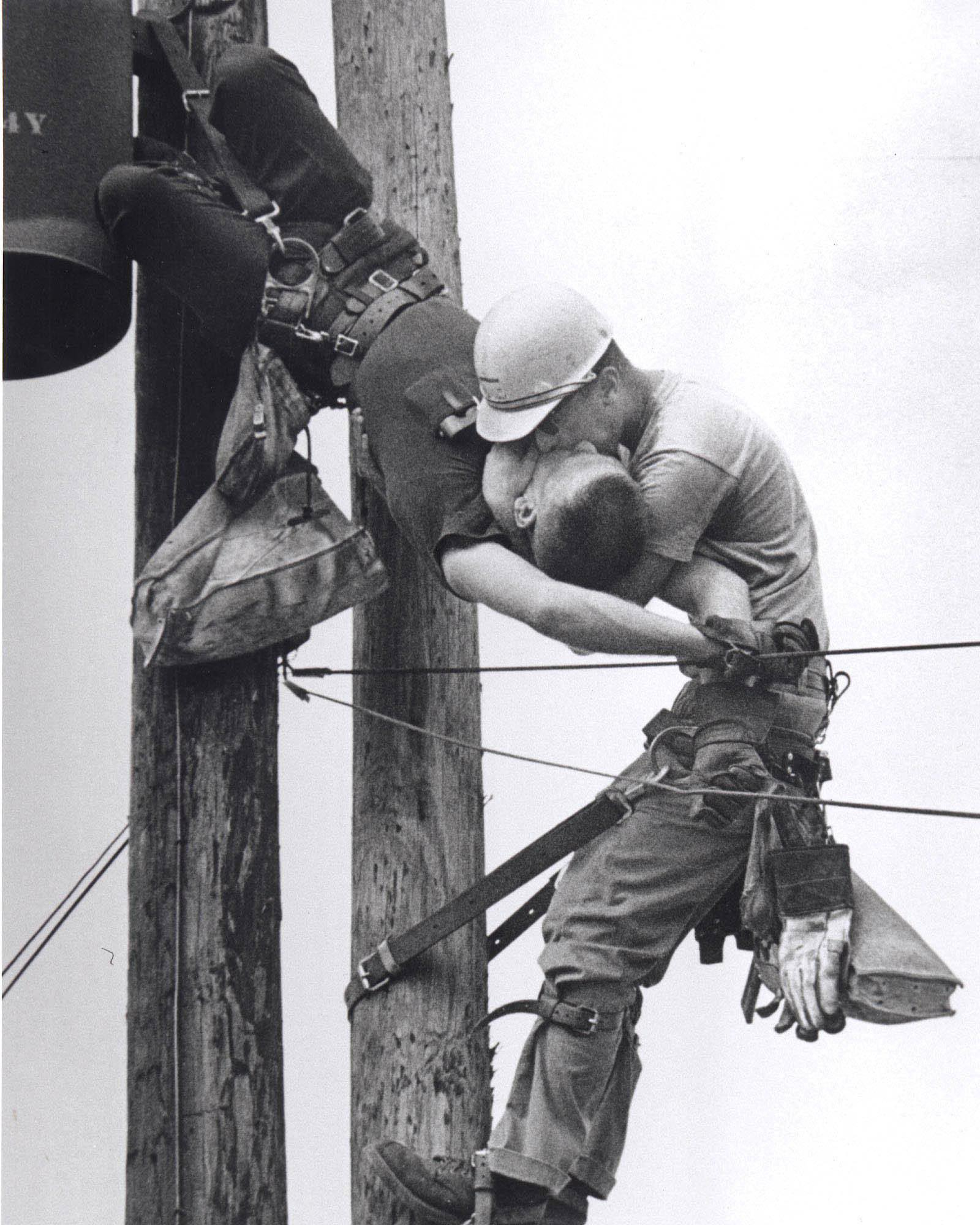
Rocco Morabito: Polibek života, fotografie oceněná Pulitzerovou cenou

## Události
- Americký malíř a fotograf Charles Sheeler natočil s Paulem Strandem krátký film Manhatta. Během natáčení pořídil sérii fotografií a kreseb a našel inspiraci pro další malby a kresby.[1]
- Pokračuje série fotografií zvaných Víly z Cottingley.

## Narození v roce 1920

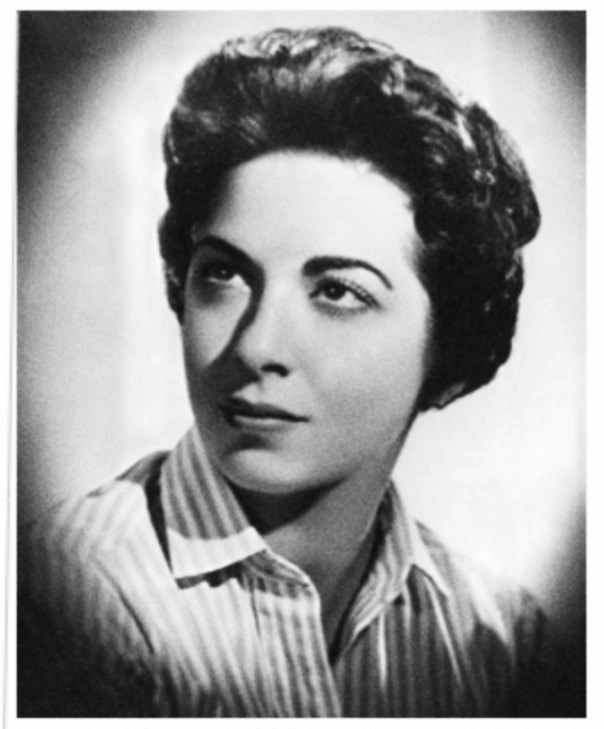
Dne 20. října se narodila venezuelská fotografka Fina Gómez Revenga

- 10. ledna – Raymond Cauchetier, francouzský fotograf († 22. února 2021)
- 12. ledna – Ján Motulko, slovenský intelektuál, básník, prozaik, překladatel, redaktor, žurnalista a fotograf († 7. září 2013)
- 14. ledna – Cris Alexander, americký herec, zpěvák, tanečník, návrhář a fotograf († 7. března 2012)[2]
- 8. února – Jacques Darche, francouzský fotograf a grafik († 26. července 1965)
- 12. února – Sonia Handelman Meyerová, americká pouliční fotografka († 11. září 2022)
- 9. března – Dundul Namgyal Tsarong, tibetský fotograf, filmař, spisovatel a politik († 18. června 2011)
- 10. dubna – Ewa Faryaszewska, polská malířka a fotografka barevných snímků z Varšavského povstání 1944 († 28. srpna 1944)
- 24. dubna – Wincenty Szober, polský účastník Varšavského povstání, desátník kadet a fotograf († 13. dubna 2009)
- 29. dubna – Marcel Mariën, belgický surrealistický spisovatel, básník, esejista, vydavatel, fotograf a filmař († 19. září 1993)
- 12. května – Vladimír Skoupil, český fotograf († 6. září 1989)
- 15. května – Šódži Ótake, japonský fotograf známý svými portréty a akty († 2. července 2015)
- 27. května – Erik Liljeroth, švédský fotograf († 29. března 2009)
- 1. června – Louis Dalmas, francouzský fotograf, žurnalista, zakladatel agentury Dalmas († 3. srpna 2014)
- 1. června – Champlain Marcil, kanadský fotožurnalista, fotograf deníku Le Droit v letech 1947–1969 († 2. dubna 2010)
- 8. června – Shōtarō Akiyama, japonský fotograf († 16. ledna 2003)
- 4. července – Zoë Dominic, anglická fotografka († 11. ledna 2011)
- 5. července – Zdeněk Tmej, reportážní a dokumentární fotograf († 22. července 2004)
- 6. července – Carl Nesjar, norský malíř, sochař, fotograf a grafik († 23. května 2015)
- 14. července – Manuel H, kolumbijský typograf, fotograf a fotožurnalista, sedm desetiletí fotografoval historii Bogoty a prostředí býčích zápasů († 18. září 2009)
- 15. července – Vilém Kropp, reportážní fotograf († 2. února 2012)
- 19. července – Walter Carone, francouzský fotožurnalista specializující se na fotografování celebrit, většinu své kariéry strávil v Paris Match († 29. května 1982)
- 24. července – Helena Šťastná, česká fotografka a cestovatelka († prosinec 2016)
- červenec – Gadalla Gubara, súdánský kameraman, filmový producent, režisér a fotograf († 21. srpna 2008)
- 17. srpna – Lida Moser, americká fotografka († 12. srpna 2014)
- 20. srpna – Anna Herskó, maďarská filmová režisérka, fotografka, první maďarská diplomovaná kameramanka, získala ocenění Bély Balázse († 12. dubna 2009)
- 24. srpna – Krystyna Łyczywek, polská fotografka, překladatelka a novinářka († 22. dubna 2021)
- 31. srpna – Francisco Boix, španělský fotograf († 4. července 1951)
- 1. září – Nereo López, kolumbijský fotograf, novinář a reportér († 25. srpna 2015)
- 29. září – Ján Lazorík, slovenský pedagog, folklorista, fotograf a spisovatel († 30. srpna 2015)
- 20. října – Fina Gómez Revenga, venezuelská fotografka († 1997)
- 30. října – Plinio De Martiis, italský fotograf, majitel galerie Galleria La Tartaruga v Římě († 2. července 2004}
- 31. října – Helmut Newton, německý fotograf († 23. ledna 2004)
- 2. listopadu – Rocco Morabito, americký fotograf, který získal Pulitzerovu cenu († 5. dubna 2009)
- 4. prosince – Wiesław Chrzanowski, polský poručík Zemské armády, účastník Varšavského povstání a fotograf († 24. dubna 2011)
- ? – Soungalo Malé, malianský fotograf († 2002)
- ? – Bernard Biraben, francouzský fotograf († 1973)
- ? – Kostas Balafas, řecký fotograf, zaznamenával venkovský způsob života, albánskou frontu a okupaci († 9. října 2011)

## Úmrtí v roce 1920

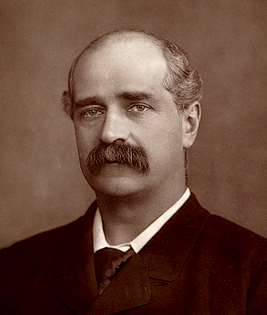
William de Wiveleslie Abney zemřel 3. prosince 1920

- 15. února – Jenny de Vassonová, francouzská fotografka a průkopnice (* 20. srpna 1872)
- 10. března – Wilhelm J. Burger, rakouský fotograf a malíř (* 15. března 1844)
- 13. března – Mary Devensová, americká fotografka (* 17. května 1857)
- 10. dubna – Elisabeth Helmerová, norská fotografka působící v Grimstadu, studovala u fotografky Louise Abel v Christianii. Helmerová sama měla několik studentů, včetně Gunhildy Larsenové, která se později stala její obchodní partnerkou a nakonec společnost v roce 1912 převzala. (* 24. října 1854)
- 10. června – Christo Dimkarov, bulharský fotograf, jeden z průkopníků fotografie v Makedonii (* 1883)
- 1. července – Ferdinand Velc, český malíř, fotograf a etnograf (* 27. července 1864)
- 4. července – Dora Curtisová, britská fotografka a malířka, členka expedice z roku 1914 po řece Jenisej na Sibiři do Karského moře, kterou vedla polská antropoložka Maria Antonina Czaplicka (* 1873)
- 22. srpna – Anders Zorn, švédský malíř, grafik, sochař a fotograf (* 18. února 1860)
- 26. srpna – Guillaume Berggren, švédský fotograf působící v Istanbulu (* 20. března 1835)
- 31. srpna – Louis Ducos du Hauron, francouzský fotograf, který v roce 1868 spolu s Charlesem Crosem patřili mezi první vynálezce barevné fotografie (* 8. prosince 1837)
- 19. listopadu – Anna Backlundová, švédská fotografka, působila v Göteborgu, novinářská fotografie, pohlednice a městské veduty (* 23. února 1865)
- 2. prosince – Sarah Angelina Acland, anglická fotografka (* 26. června 1849)
- 3. prosince – William de Wiveleslie Abney, britský vojenský inženýr specialista na chemii, fyziku a fotografii (* 24. července 1843)
- 11. prosince – Karapet Grigorjan, arménský fotograf působící v Jeruzalémě (* 1847)
- ? – Gabriel Lekegian,  arménský fotograf působící v Egyptě a na Středním východě (* 1853)
- ? – Atanasij Zografski, bulharský duchovní a fotograf (* 1869)
- ? – Antoni Gotarde i Bartolí, katalánský fotograf (* 1863)
- ? – Eugenio Courret, francouzský fotograf, který žil a provozoval ateliér ve městě Lima (Peru) (* 22. září 1839 – 23. června 1920)